# Mesurodes erichlora
Mesurodes erichlora är en fjärilsart som beskrevs av Edward Meyrick 1886. Mesurodes erichlora ingår i släktet Mesurodes och familjen mätare. Inga underarter finns listade i Catalogue of Life.